# Terrore nello spazio
Terrore nello spazio (bra/prt: O Planeta dos Vampiros) é um filme italiano e espanhol de terror e ficção científica dirigido por Mario Bava. Estrelado por Barry Sullivan e Norma Bengell. O roteiro de Bava, Alberto Bevilacqua, Callisto Cosulich, Antonio Romano e Rafael J. Salvia, foi baseado em um conto de ficção científica de língua italiana, One Night of 21 Hours  de Renato Pestriniero.
O filme foi co-produzido pela American International Pictures e a Ialian Internacional Film, com algum financiamento concedido pela Castilla Cooperativa Cinematográfica, da Espanha. Ib Melchior e Louis M. Heyward são creditados no roteiro para a versão em língua inglesa, da AIP. Anos depois de seu lançamento, alguns críticos sugeriram que os detalhes narrativos do cinema e design visual parece ter sido uma grande influência para Alien (1979), o famoso filme de Ridley Scott.

## Elenco
- Barry Sullivan como Cap. Mark Markary
- Norma Bengell como Sanya
- Ángel Aranda como Wess
- Evi Marandi como Tiona
- Franco Andrei como Bert/Garr
- Federico Boibo como Keir (creditado como Rico Boibo)
- Stellio Candelli como Brad/Mud
- Alberto Cenevini como Toby Markary/Wan
- Mario Morales como Eldon
- Fernando Villenã como Dr. Karan
- Ivan Rassimov como Carter/Dervy
- Massimo Righi (não creditado)

## Lançamento

### Portugal
Em Portugal, o filme não foi lançado comercialmente em salas de cinema, e teve a sua primeira exibição no dia 1 de fevereiro de 1985, na Cinemateca Portuguesa, como parte dum ciclo de cinema de ficção científica, chamado 1984: O Futuro é já Hoje?.